# Ralytupa fissiterga
Ralytupa fissiterga är en tvåvingeart som först beskrevs av Loïc Matile 1970.  Ralytupa fissiterga ingår i släktet Ralytupa och familjen platthornsmyggor.
Artens utbredningsområde är Centralafrikanska republiken. Inga underarter finns listade i Catalogue of Life.